# Last Concert in Japan
Last Concert in Japan — концертный альбом группы Deep Purple, записанный в «Будокане», Токио 15 декабря 1975 года и изданный 16 марта 1977 года, уже после распада группы. Запись представляет собой последний концерт состава Mk IV в Японии.
В сентябре 2001 года вышла полная версия концерта под названием This Time Around: Live in Tokyo.

## История
Концерт состоялся 15 декабря 1975 года в токийском зале «Будокан» в рамках мирового турне Deep Purple. Томми Болин, прежде употреблявший героин ингаляционно, накануне концерта неудачно ввёл его в вену, что привело к онемению его левой руки. В результате гитарные партии на выступлении были сведены к минимуму и наиболее заметным инструментом на записи является орган Джона Лорда.  Композиция, указанная в списке как «Woman from Tokyo», на самом деле является органной импровизацией Джона Лорда, построенной на риффе песни. На задней стороне обложки оригинального альбома указано, что он посвящён Томми Болину.
Альбом включал лишь часть концерта, был неудачно смикширован, кроме того, изначальное качество записи было не очень хорошим. Гленн Хьюз отзывался о пластинке так: «Last Concert in Japan — альбом, который никогда не должен был выходить».
Кадры с этого же концерта вошли в документальный фильм Тони Клингера Rises Over Japan, который был выпущен в 1985 году.
Вышедший в 2001 году концертный альбом This Time Around: Live in Tokyo представляет собой полную ремастированную запись этого выступления.

## Список композиций

### Первая сторона
1. «Burn» (Ричи Блэкмор, Дэвид Ковердэйл, Джон Лорд, Иэн Пейс) — 7:05
2. «Love Child» (Томми Болин, Дэвид Ковердэйл) — 4:46
3. «You Keep on Moving» (Дэвид Ковердэйл, Гленн Хьюз) — 6:16
4. «Wild Dogs» (Томми Болин, Джон Тесар) — 6:06

### Вторая сторона
1. «Lady Luck» (Дэвид Ковердэйл, Джефф Кук) — 3:11
2. «Smoke on the Water» (Ричи Блэкмор, Иэн Гиллан, Роджер Гловер, Джон Лорд, Иэн Пейс) — 6:24
3. «Soldier of Fortune» (Ричи Блэкмор, Ковердэйл) — 2:22
4. «Woman from Tokyo» (Ричи Блэкмор, Иэн Гиллан, Роджер Гловер, Джон Лорд, Иэн Пейс) — 4:01
5. «Highway Star» (Ричи Блэкмор, Иэн Гиллан, Роджер Гловер, Джон Лорд, Иэн Пейс) — 6:50

## Участники записи
- Дэвид Ковердэйл — вокал
- Томми Болин — гитара, вокал
- Гленн Хьюз — бас-гитара, вокал
- Джон Лорд — клавишные
- Иэн Пейс — ударные